# Taça Belo Horizonte de Futebol Júnior de 2016
A Taça Belo Horizonte de Futebol Júnior de 2016 foi a trigésima segunda edição desta tradicional competição futebolística de categoria de base organizada pela Federação Mineira de Futebol (FMF).
O torneio, disputado pelo sub-17 desde 2015, iniciou-se no dia 10 de julho e contou com 32 agremiações. A final, por sua vez, foi protagonizada pelo clássico Choque-Rei. Na ocasião, o São Paulo goleou o rival e conquistou o título. Este foi o terceiro título do São Paulo, que não vencia a competição desde 1997.

## Formato e participantes
Na edição de 2016, a Taça Belo Horizonte foi disputada, pela segunda vez consecutiva, na categoria sub-17. O tradicional torneio teve oito cidades mineiras como sedes:  Belo Horizonte, Contagem, Guaxupé, Ibirité, Muriaé, Sarzedo e São João del-Rei.
O regulamento, por sua vez, manteve-se idêntico ao do ano anterior: numa primeira fase, os participantes  foram divididos em oito grupos, com os dois primeiros colocados de cada chave avançando ao mata-mata que levaria até a final. As 32 agremiações participantes foram:
- Associação Mineira de Desenvolvimento Humano
- América Futebol Clube
- Clube Atlético Mineiro
- Clube Atlético Paranaense
- Esporte Clube Bahia
- Botafogo de Futebol e Regatas
- Club Deportivo Chivas Guadalajara
- Coimbra Esporte Clube
- Sport Club Corinthians Paulista
- Coritiba Foot Ball Club
- Cruzeiro Esporte Clube
- Democrata Futebol Clube
- Sociedade Esportiva Guaxupé
- Figueirense Futebol Clube
- Clube de Regatas do Flamengo
- Fluminense Football Club
- Goiás Esporte Clube
- Grêmio Foot-Ball Porto Alegrense
- Sport Club Internacional
- Nacional Atlético Clube
- Sociedade Esportiva Palmeiras
- Paraná Clube
- Porto Vitória Futebol Clube
- Paraná Soccer Technical Center
- Santa Cruz Futebol Clube
- Santos Futebol Clube
- São Paulo Futebol Clube
- Shandong Luneng Taishan Football Club
- Social Futebol Clube
- Club de Regatas Vasco da Gama
- Villa Nova Atlético Clube
- Esporte Clube Vitória

## Resultados

### Primeira fase

#### Grupo A
- Fonte: Federação Mineira de Futebol

#### Grupo B
- Fonte: Federação Mineira de Futebol

#### Grupo C
- Atlético Mineiro e Figueirense empataram no número de pontos. O posicionamento final foi determinado pelos critérios de desempate, o número de gols marcados.
- Fonte: Federação Mineira de Futebol

#### Grupo D
- Coritiba e Cruzeiro empataram no número de pontos. O posicionamento final foi determinado pelos critérios de desempate, o saldo de gols.
- Fonte: Federação Mineira de Futebol

#### Grupo E
- Botafogo e Chivas Guadalajara empataram no número de pontos. O posicionamento final foi determinado pelos critérios de desempate, o número de gols marcados.
- Fonte: Federação Mineira de Futebol

#### Grupo F
- Flamengo e São Paulo empataram no número de pontos. O posicionamento final foi determinado pelos critérios de desempate, o saldo de gols.
- Fonte: Federação Mineira de Futebol

#### Grupo G
- Fonte: Federação Mineira de Futebol

#### Grupo H
- Goiás e Palmeiras empataram no número de pontos. O posicionamento final foi determinado pelos critérios de desempate, o saldo de gols.
- Fonte: Federação Mineira de Futebol

### Fases finais
|  | Oitavas de final              | Oitavas de final         |                             |       | Quartas de final | Quartas de final |  |  | Semifinais | Semifinais |  |  | Final | Final |
|  |                               |                          |                             |       |                  |                  |  |  |            |            |  |  |       |       |
|  | 16 de julho, Muriaé           |                          |                             |       |                  |                  |  |  |            |            |  |  |       |       |
|  |                               |                          |                             |       |                  |                  |  |  |            |            |  |  |       |       |
|  | Atlético Paranaense           | 2                        |                             |       |                  |                  |  |  |            |            |  |  |       |       |
|  | Atlético Paranaense           | 2                        | 19 de julho, Sete Lagoas    |       |                  |                  |  |  |            |            |  |  |       |       |
|  | São Paulo                     | 3                        |                             |       |                  |                  |  |  |            |            |  |  |       |       |
|  | São Paulo                     | 3                        | São Paulo                   | 3     |                  |                  |  |  |            |            |  |  |       |       |
|  | 16 de julho, Belo Horizonte   |                          | São Paulo                   | 3     |                  |                  |  |  |            |            |  |  |       |       |
|  |                               | Paraná                   | 1                           |       |                  |                  |  |  |            |            |  |  |       |       |
|  | Paraná                        | Paraná                   | 1                           | 3     |                  |                  |  |  |            |            |  |  |       |       |
|  | Paraná                        |                          | 22 de julho, Sete Lagoas    | 3     |                  |                  |  |  |            |            |  |  |       |       |
|  | Botafogo                      | 1                        |                             |       |                  |                  |  |  |            |            |  |  |       |       |
|  | Botafogo                      | 1                        | São Paulo (p.)              | 2 (4) |                  |                  |  |  |            |            |  |  |       |       |
|  | 16 de julho, Muriaé           |                          | São Paulo (p.)              | 2 (4) |                  |                  |  |  |            |            |  |  |       |       |
|  |                               | Flamengo                 | 2 (3)                       |       |                  |                  |  |  |            |            |  |  |       |       |
|  | Flamengo                      | Flamengo                 | 2 (3)                       | 3     |                  |                  |  |  |            |            |  |  |       |       |
|  | Flamengo                      | 19 de julho, Sete Lagoas |                             | 3     |                  |                  |  |  |            |            |  |  |       |       |
|  | Corinthians                   | 0                        |                             |       |                  |                  |  |  |            |            |  |  |       |       |
|  | Corinthians                   | 0                        | Flamengo                    | 5     |                  |                  |  |  |            |            |  |  |       |       |
|  | 16 de julho, Belo Horizonte   |                          | Flamengo                    | 5     |                  |                  |  |  |            |            |  |  |       |       |
|  |                               | Atlético Mineiro         | 1                           |       |                  |                  |  |  |            |            |  |  |       |       |
|  | América Mineiro               | Atlético Mineiro         | 1                           | 0     |                  |                  |  |  |            |            |  |  |       |       |
|  | América Mineiro               |                          | 24 de julho, Belo Horizonte | 0     |                  |                  |  |  |            |            |  |  |       |       |
|  | Atlético Mineiro              | 5                        |                             |       |                  |                  |  |  |            |            |  |  |       |       |
|  | Atlético Mineiro              | 5                        | São Paulo                   | 4     |                  |                  |  |  |            |            |  |  |       |       |
|  | 16 de julho, Guaxupé          |                          | São Paulo                   | 4     |                  |                  |  |  |            |            |  |  |       |       |
|  |                               | Palmeiras                | 1                           |       |                  |                  |  |  |            |            |  |  |       |       |
|  | Grêmio                        | Palmeiras                | 1                           | 3     |                  |                  |  |  |            |            |  |  |       |       |
|  | Grêmio                        | 20 de julho, Sete Lagoas |                             | 3     |                  |                  |  |  |            |            |  |  |       |       |
|  | Santos                        | 2                        |                             |       |                  |                  |  |  |            |            |  |  |       |       |
|  | Santos                        | 2                        | Grêmio                      | 1     |                  |                  |  |  |            |            |  |  |       |       |
|  | 17 de julho, São João del-Rei |                          | Grêmio                      | 1     |                  |                  |  |  |            |            |  |  |       |       |
|  |                               | Palmeiras                | 3                           |       |                  |                  |  |  |            |            |  |  |       |       |
|  | Cruzeiro                      | Palmeiras                | 3                           | 1     |                  |                  |  |  |            |            |  |  |       |       |
|  | Cruzeiro                      |                          | 22 de julho, Sete Lagoas    | 1     |                  |                  |  |  |            |            |  |  |       |       |
|  | Palmeiras                     | 2                        |                             |       |                  |                  |  |  |            |            |  |  |       |       |
|  | Palmeiras                     | 2                        | Palmeiras                   | 4     |                  |                  |  |  |            |            |  |  |       |       |
|  | 16 de julho, Guaxupé          |                          | Palmeiras                   | 4     |                  |                  |  |  |            |            |  |  |       |       |
|  |                               | Fluminense               | 3                           |       |                  |                  |  |  |            |            |  |  |       |       |
|  | Internacional                 | Fluminense               | 3                           | 1 (3) |                  |                  |  |  |            |            |  |  |       |       |
|  | Internacional                 | 20 de julho, Sete Lagoas |                             | 1 (3) |                  |                  |  |  |            |            |  |  |       |       |
|  | PSTC (p.)                     | 1 (4)                    |                             |       |                  |                  |  |  |            |            |  |  |       |       |
|  | PSTC (p.)                     | 1 (4)                    | PSTC                        | 0     |                  |                  |  |  |            |            |  |  |       |       |
|  | 17 de julho, São João del-Rei |                          | PSTC                        | 0     |                  |                  |  |  |            |            |  |  |       |       |
|  |                               | Fluminense               | 1                           |       |                  |                  |  |  |            |            |  |  |       |       |
|  | Fluminense                    | Fluminense               | 1                           | 2     |                  |                  |  |  |            |            |  |  |       |       |
|  | Fluminense                    |                          |                             | 2     |                  |                  |  |  |            |            |  |  |       |       |
|  | Coritiba                      | 1                        |                             |       |                  |                  |  |  |            |            |  |  |       |       |
|  | Coritiba                      | 1                        |                             |       |                  |                  |  |  |            |            |  |  |       |       |

- Em negrito, os vencedores do confronto.
- Fonte: Federação Mineira de Futebol